# Episernus champlaini
Episernus champlaini är en skalbaggsart som först beskrevs av Fisher 1919.  Episernus champlaini ingår i släktet Episernus och familjen trägnagare. Inga underarter finns listade i Catalogue of Life.